# Khoiree Layeng
Khoiree Layeng (thailändisch คอยรี ลาเย็ง; * 22. Februar 1990 in Yala) ist ein thailändischer Fußballspieler.

## Karriere
Khoiree Layeng stand 2019 beim Satun United FC unter Vertrag. Wo er vorher gespielt hat, ist unbekannt. Der Verein aus Satun spielte in der vierten thailändischen Liga, der Thai League 4. Hier trat er mit Satun in der Southern Region an. Am Ende der Saison wurde er mit Satun Meister der Region. Nach der Meisterschaft verließ er den Verein. Die Saison 2020/21 stand er bei den Drittligisten Nara United FC, Songkhla FC und dem Nakhon Si United FC unter Vertrag. Zu Beginn der Saison 2021/22 wechselte er zum Zweitligisten Customs Ladkrabang United FC. Sein Zweitligadebüt für den Verein aus Samut Prakan gab Khoiree Layeng am 17. Oktober 2021 (9. Spieltag) im Auswärtsspiel gegen den Nakhon Pathom United FC. Hier wurde er in der 79. Minute für Narongchai Singtum eingewechselt. Das Spiel endete 4:4. Für den Hauptstadtverein stand er elfmal in der zweiten Liga auf dem Rasen. Ende Juli 2022 wechselte er in die dritte Liga. Hier schloss er sich dem in der Southern Region spielenden Pattani FC an. Für dem Verein aus Pattani bestritt er 32 Ligaspiele. Im Dezember 2023 wurde sein Vertrag nicht verlängert. Im gleichen Monat unterschrieb er in Yala einen Vertrag beim Ligakonkurrenten FC Yala.

## Erfolge
Satun United FC
- Thai League 4 –South: 2019